# Daryl Sabara
Daryl Christopher Sabara (Torrance, 14 juni 1992) is een Amerikaans acteur.

## Biografie

### Persoonlijk leven
Sabara werd geboren in Torrance. Hij heeft een tweelingbroer, Evan Sabara. Hij is van joodse afkomst en is dol op de gitaar en piano. Hij is van plan filmwetenschappen te studeren op de universiteit en wil ook graag ooit een regisseur worden.
Hij trouwde op 25 december 2018 met zangeres Meghan Trainor. Ze hebben samen twee zoons.

### Carrière
Daryl Sabara zit al sinds zijn geboorte in het vak, en was bijvoorbeeld als baby al te zien in Murphy Brown. Na enkele andere gastrollen, kreeg Sabara in 2001 zijn doorbraak in de film Spy Kids. Hier zijn nog drie vervolgen op gekomen.
Sindsdien is Daryl een bekende kindster en speelt nog altijd in zowel afhankelijke als big-budgetfilms.

## Filmografie
- 1999: My Neighbors the Yamadas (stem) - Noburu
- 2001: Spy Kids - Juni Cortez
- 2002: Spy Kids 2: The Island of Lost Dreams - Juni Cortez
- 2003: Spy Kids 3-D: Game Over - Juni Cortez
- 2003: Finding Nemo - Various
- 2004: Murder Without Conviction (TV) - James Talley (10 jaar)
- 2004: The Polar Express (stem) - Hero Boy
- 2006: Maybe It's in the Water -
- 2006: Lolo's Cafe (TV) (stem) - Mikey
- 2006: Solace - Gunther
- 2006: Keeping Up with the Steins - Benjamin Fielder
- 2006: Choose Your Own Adventure: The Abominable Snowman (stem) -  Marco North
- 2007: Normal Adolescent Behaviour - Nathan
- 2007: Her Best Move  - Doggie
- 2007: Halloween - Wesley Rhoades
- 2009: April Showers -  Jason
- 2009: A Christmas Carol - Undertaker's Apprentice / Tattered Caroler / Beggar Boy / Peter Cratchit / Well-Dressed Caroler
- 2009: World's Greatest Dad - Kyle
- 2010: Machete - Julio
- 2011: Spy Kids 4: All the Time in the World - Juni Cortez
- 2012: John Carter - Edgar Rice Burroughs

- Biblioteca Nacional de España: XX5335123
- Bibliothèque nationale de France: cb151058969 (data)
- Gemeinsame Normdatei: 1095564358
- International Standard Name Identifier: 0000 0001 1461 6410
- Library of Congress Control Number: no2002017481
- MusicBrainz: c7bd2c16-bc9c-4076-b2b3-3a37cf3145e6
- Nationale Bibliotheek van Tsjechië: xx0073593
- Nationale Bibliotheek van Polen: a0000002083469
- Système universitaire de documentation: 192341219
- Virtual International Authority File: 66133511
- WorldCat: E39PBJgXgYWkBq84h7J3j49MT3